# Сану Шарма
Сану Шарма (непальск. सानु शर्मा, англ. Sanu Sharma; Катманду, Непал) — австралийская романист и автор коротких рассказов, родившаяся в Непале. Опубликовала шесть романов и сборник рассказов. Её сборник рассказов Ekadeshmaa был номинирован на премию Мадан Пураскар в 2018 году.

## Ранние годы
Сану Шарма родилась в Прасути Грихе, государственном родильном доме в Катманду. Росла как в Катманду, так и в Терай (Непал). Позже переехала в Австралию и проживает там по сей день.

## Карьера
Шарма опубликовала свой первый роман «Ардхавирам» в 2003 году, а второй роман, «Джитко Парибхаша», в 2010 году. Её третий роман, «Артха», вышел в 2011 году.
В 2017 году Шарма выпустила свой четвёртый роман «Биплави», а в 2018 году она опубликовала свою пятую книгу — первый сборник рассказов «Экадешма». «Экадешма» привлекла внимание широкой аудитории и получила признание со стороны большего количества читателей и критиков. Впоследствии она была номинирована на литературную премию Мадан Пураскар, считающуюся крупнейшей в непальской литературе.
После успеха «Экадешмаа» Шарма выпустила свой пятый роман «Уткарша» и шестой «Фарак» в 2021 и 2022 годах соответственно.

#### Романы
- 2003 — Ардхавирам
- 2010 — Джитко Парибхаша
- 2011 — Артха
- 2017 — Биплави
- 2021 — Уткарша
- 2022 — Фарак

#### Сборник рассказов
- 2018 — Экадешма